# Saison 2014 de l'équipe cycliste Bretagne-Séché Environnement

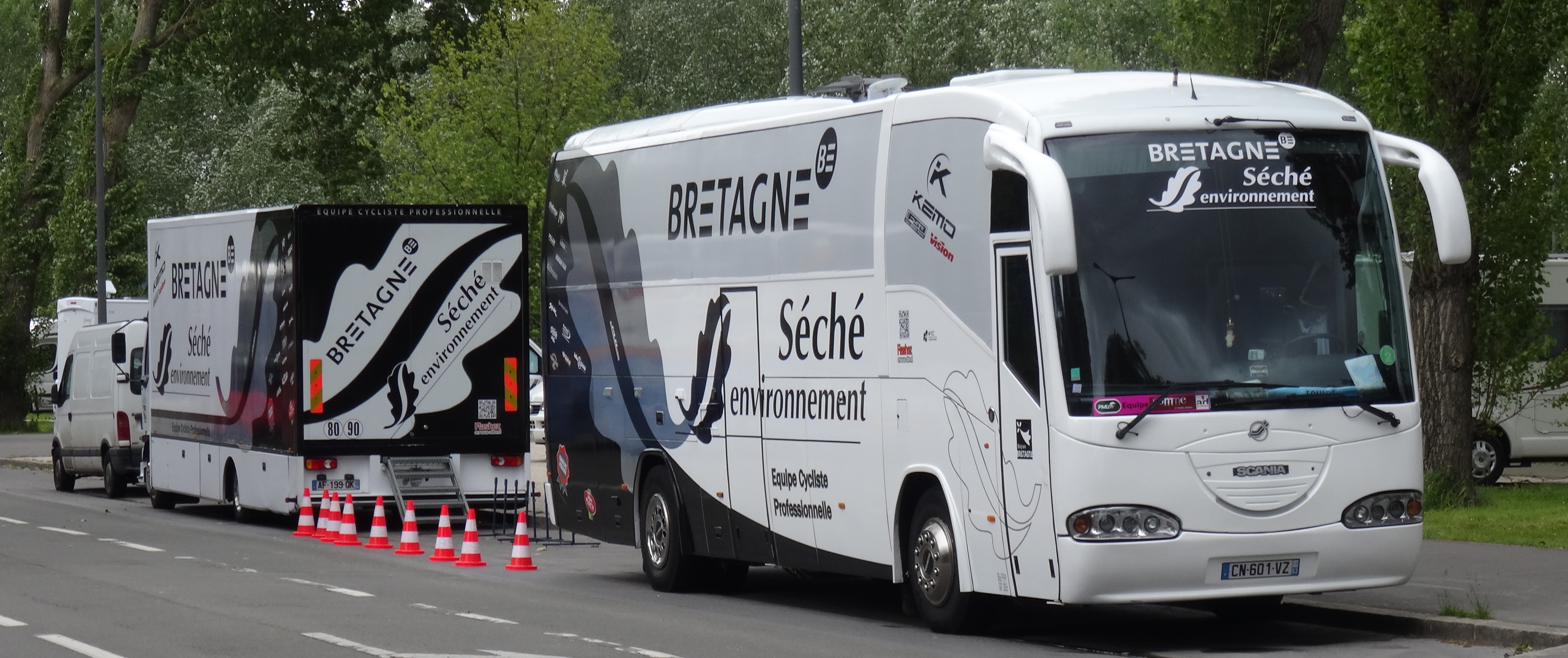
Le camion et le bus de l'équipe lors de la 5e étape des Quatre Jours de Dunkerque 2014.

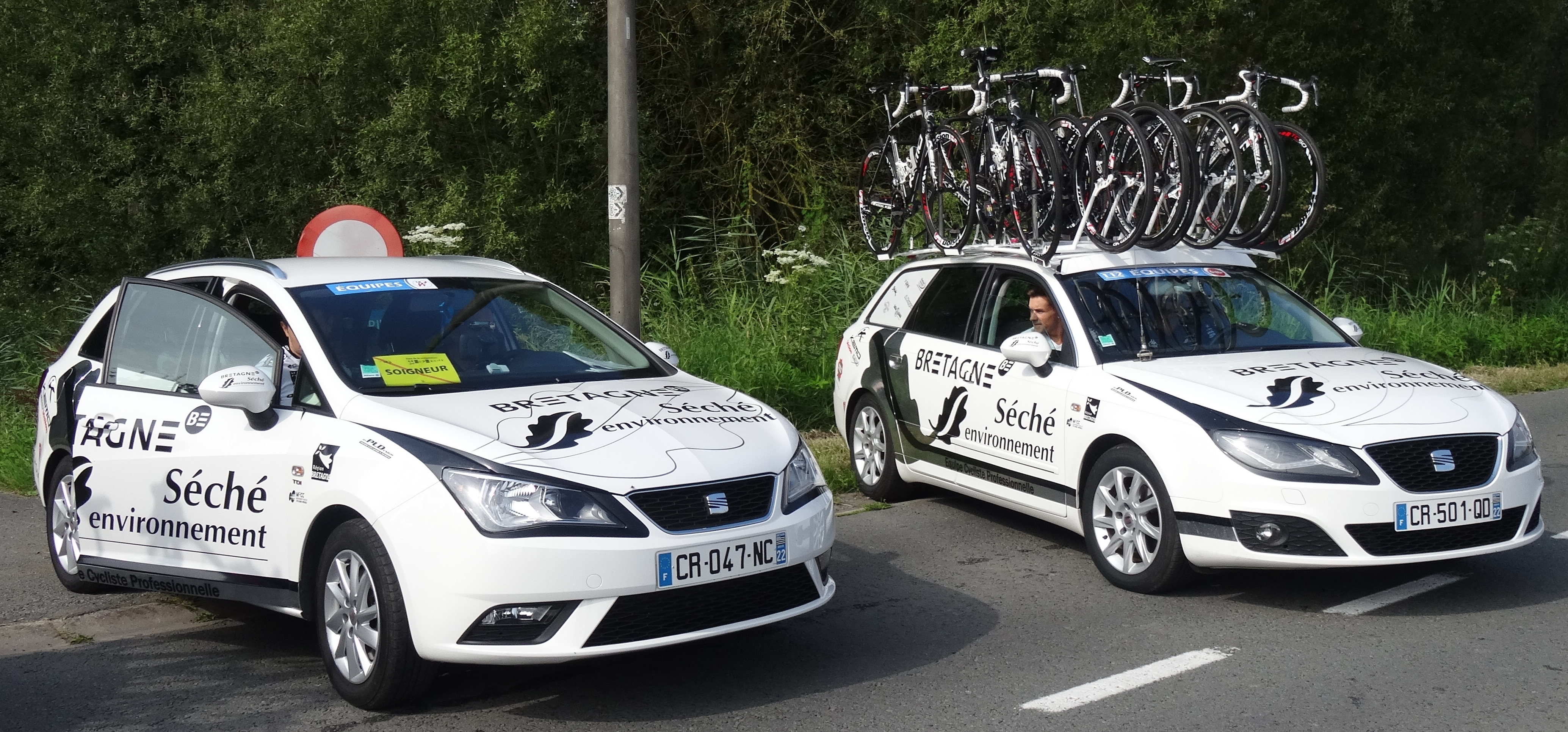
Deux voitures de l'équipe lors de la 2e étape du Tour de Wallonie 2014 à Péronnes-lez-Antoing.

La saison 2014 de l'équipe cycliste Bretagne-Séché Environnement est la dixième de l'équipe. Elle est dirigée par Emmanuel Hubert.

## Préparation de la saison 2014

### Sponsors et financement de l'équipe
Les sponsors principaux de l'équipe sont : 
- le conseil régional de Bretagne,
- le groupe Séché Environnement, spécialisé dans la valorisation et le traitement des déchets ménagers et industriels,
- l'entreprise Jean Floc'h, spécilaisé dans la viande de porc et la charcuterie,
- le groupe Pigeon, entreprise de travaux publics, carrières, matériaux de construction, plastiques,
- la laiterie de Saint-Malo.

### Arrivées et départs
| Arrivées           | Équipe 2013     |
| ------------------ | --------------- |
| Anthony Delaplace  | Sojasun         |
| Brice Feillu       | Sojasun         |
| Romain Feillu      | Vacansoleil-DCM |
| Christophe Laborie | Sojasun         |

| Départs           | Équipe 2014          |
| ----------------- | -------------------- |
| Jean-Luc Delpech  | Entente Sud Gascogne |
| Renaud Dion       |                      |
| Sébastien Duret   | retraite             |
| Geoffroy Lequatre | retraite             |
| Gaël Malacarne    | retraite             |

## Coureurs et encadrement technique

### Effectif

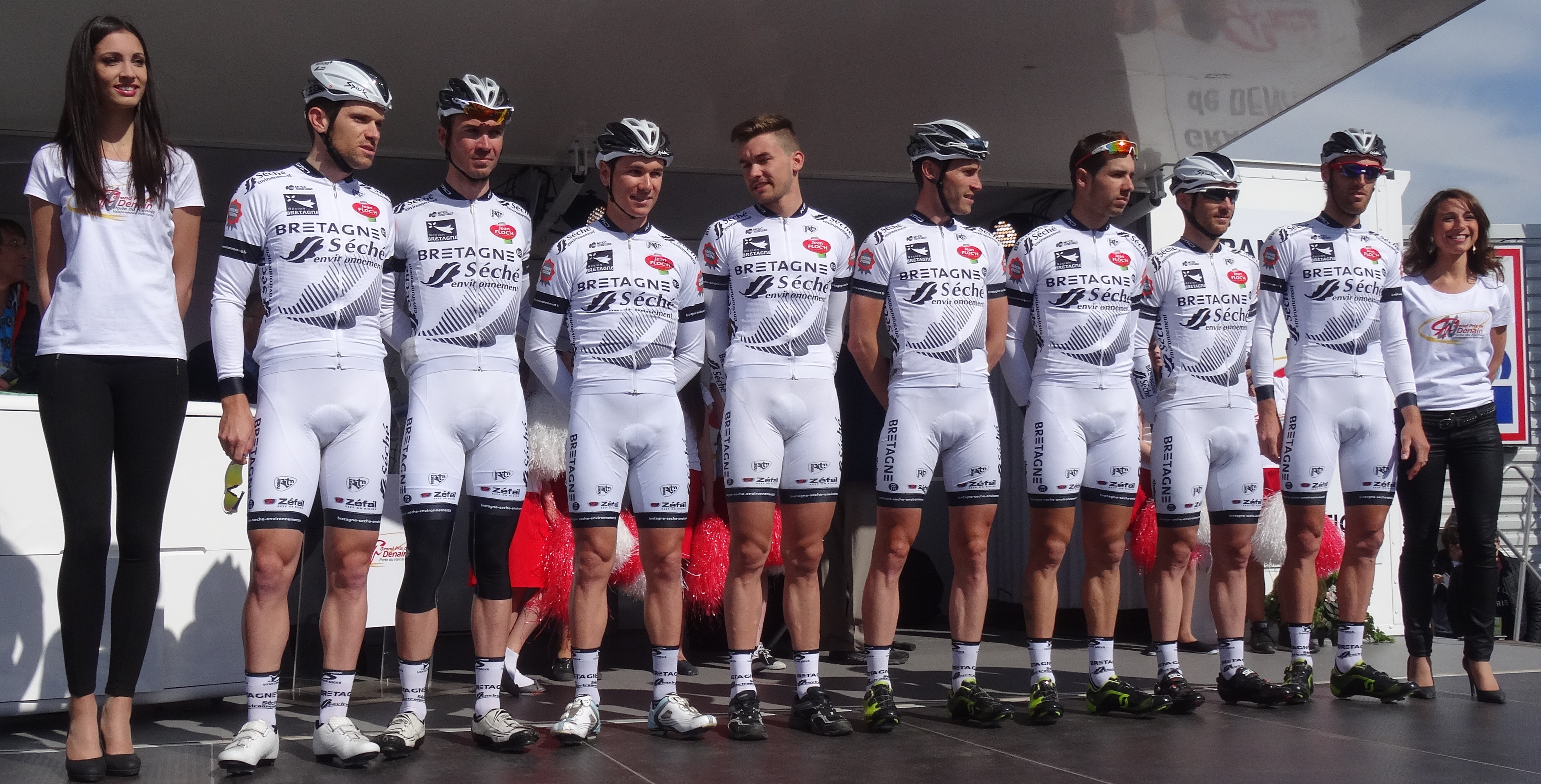
Benjamin Le Montagner, Pierre-Luc Périchon, Clément Koretzky, Erwann Corbel, Florian Vachon, Benoît Jarrier, Romain Feillu et Arnaud Gérard lors du Grand Prix de Denain 2014.

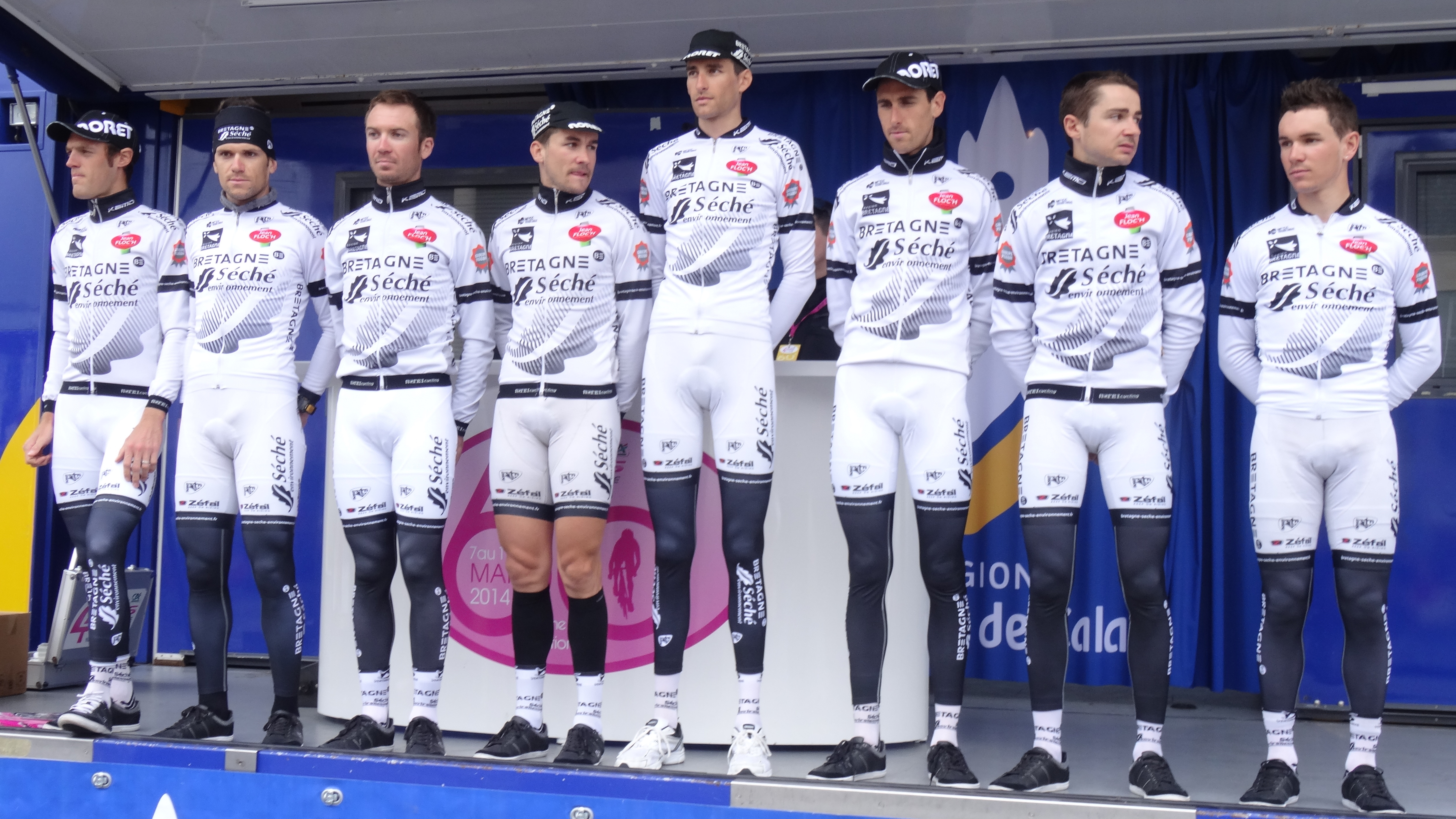
Arnaud Gérard, Benjamin Le Montagner, Pierre-Luc Périchon, Erwann Corbel, Florian Guillou, Jean-Marc Bideau, Christophe Laborie et Clément Koretzky lors des Quatre Jours de Dunkerque 2014.

| Cycliste              | Date de naissance | Nationalité | Équipe 2013                  |  |
| --------------------- | ----------------- | ----------- | ---------------------------- |  |
| Jean-Marc Bideau      | 8 avril 1984      | France      | Bretagne-Séché Environnement |  |
| Erwann Corbel         | 20 avril 1991     | France      | Bretagne-Séché Environnement |  |
| Anthony Delaplace     | 11 septembre 1989 | France      | Sojasun                      |  |
| Brice Feillu          | 26 juillet 1985   | France      | Sojasun                      |  |
| Romain Feillu         | 16 avril 1984     | France      | Vacansoleil-DCM              |  |
| Armindo Fonseca       | 1er mai 1989      | France      | Bretagne-Séché Environnement |  |
| Arnaud Gérard         | 6 octobre 1984    | France      | Bretagne-Séché Environnement |  |
| Florian Guillou       | 29 décembre 1982  | France      | Bretagne-Séché Environnement |  |
| Benoît Jarrier        | 1er février 1989  | France      | Bretagne-Séché Environnement |  |
| Clément Koretzky      | 30 octobre 1990   | France      | Bretagne-Séché Environnement |  |
| Christophe Laborie    | 5 août 1986       | France      | Sojasun                      |  |
| Vegard Stake Laengen  | 7 février 1989    | Norvège     | Bretagne-Séché Environnement |  |
| Benjamin Le Montagner | 10 juin 1988      | France      | Bretagne-Séché Environnement |  |
| Pierre-Luc Périchon   | 4 janvier 1987    | France      | Bretagne-Séché Environnement |  |
| Eduardo Sepúlveda     | 13 juin 1991      | Argentine   | Bretagne-Séché Environnement |  |
| Florian Vachon        | 2 janvier 1985    | France      | Bretagne-Séché Environnement |  |
| Stagiaire             | Date de naissance | Nationalité | Équipe 2014                  |  |
| Franck Bonnamour      | 20 juin 1995      | France      | BIC 2000                     |  |
| Axel Journiaux        | 20 mai 1995       | France      | Team Pays de Dinan           |  |
| Kévin Ledanois        | 13 juillet 1993   | France      | CC Nogent-sur-Oise           |  |

Portraits
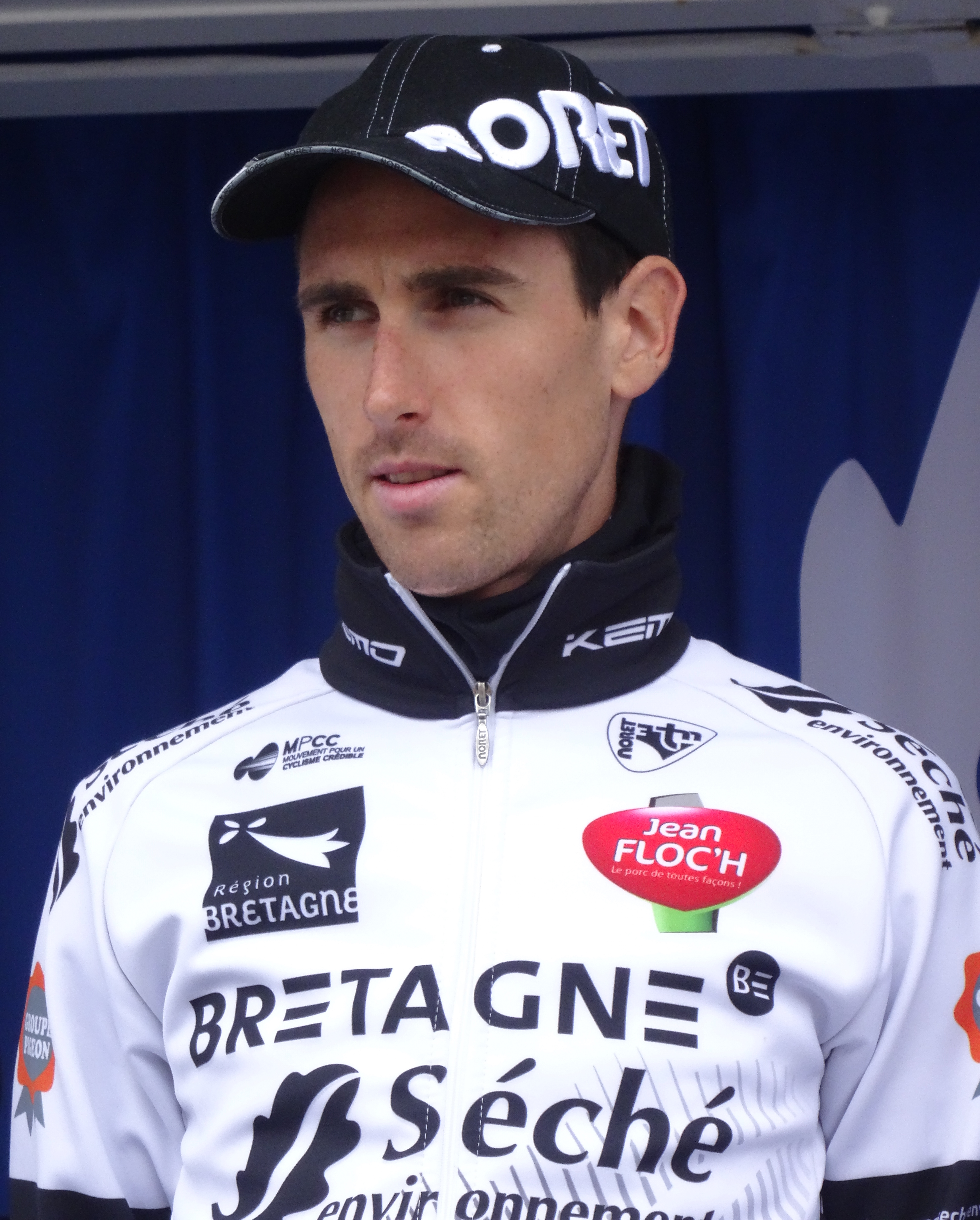
Jean-Marc Bideau.
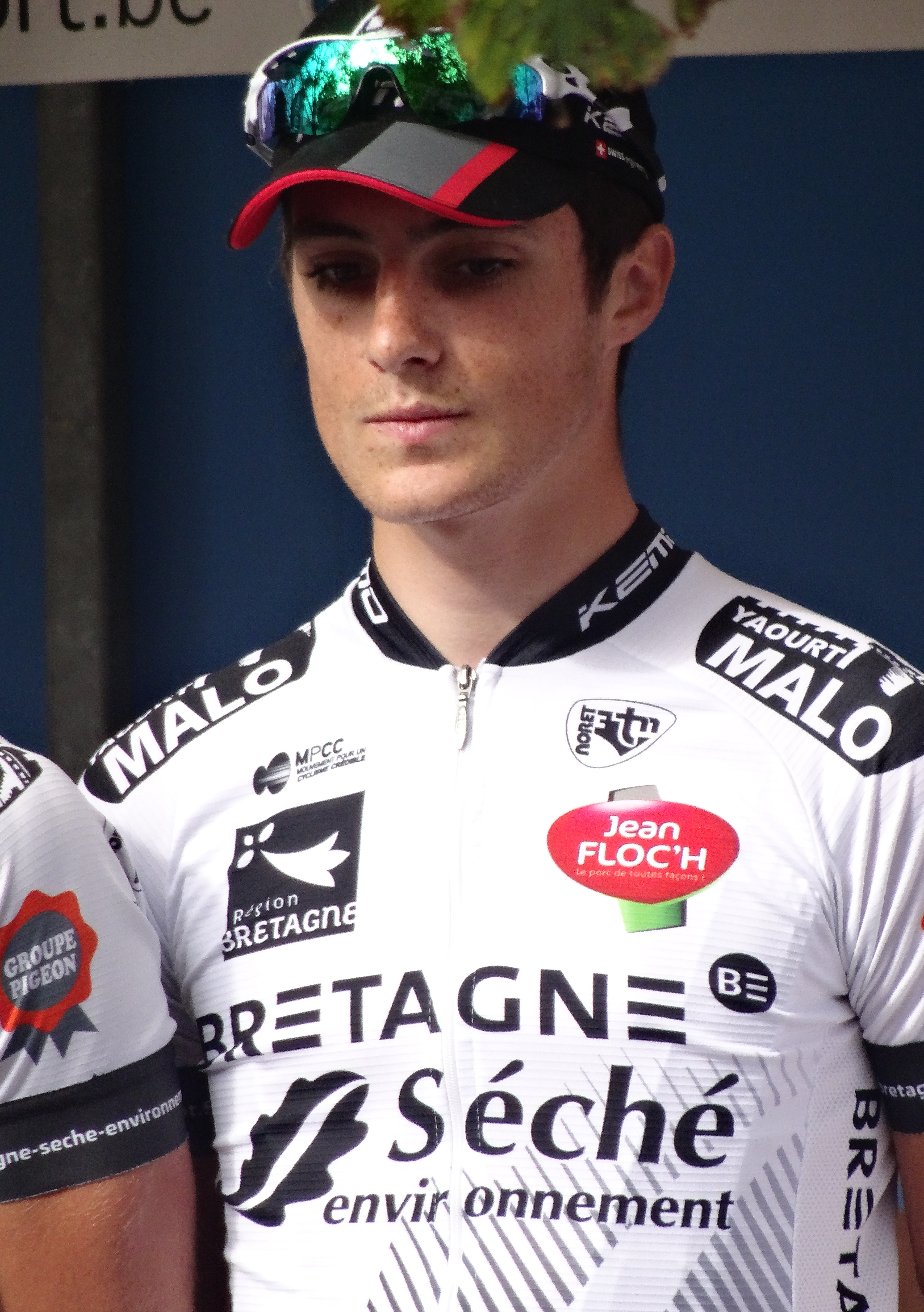
Franck Bonnamour.
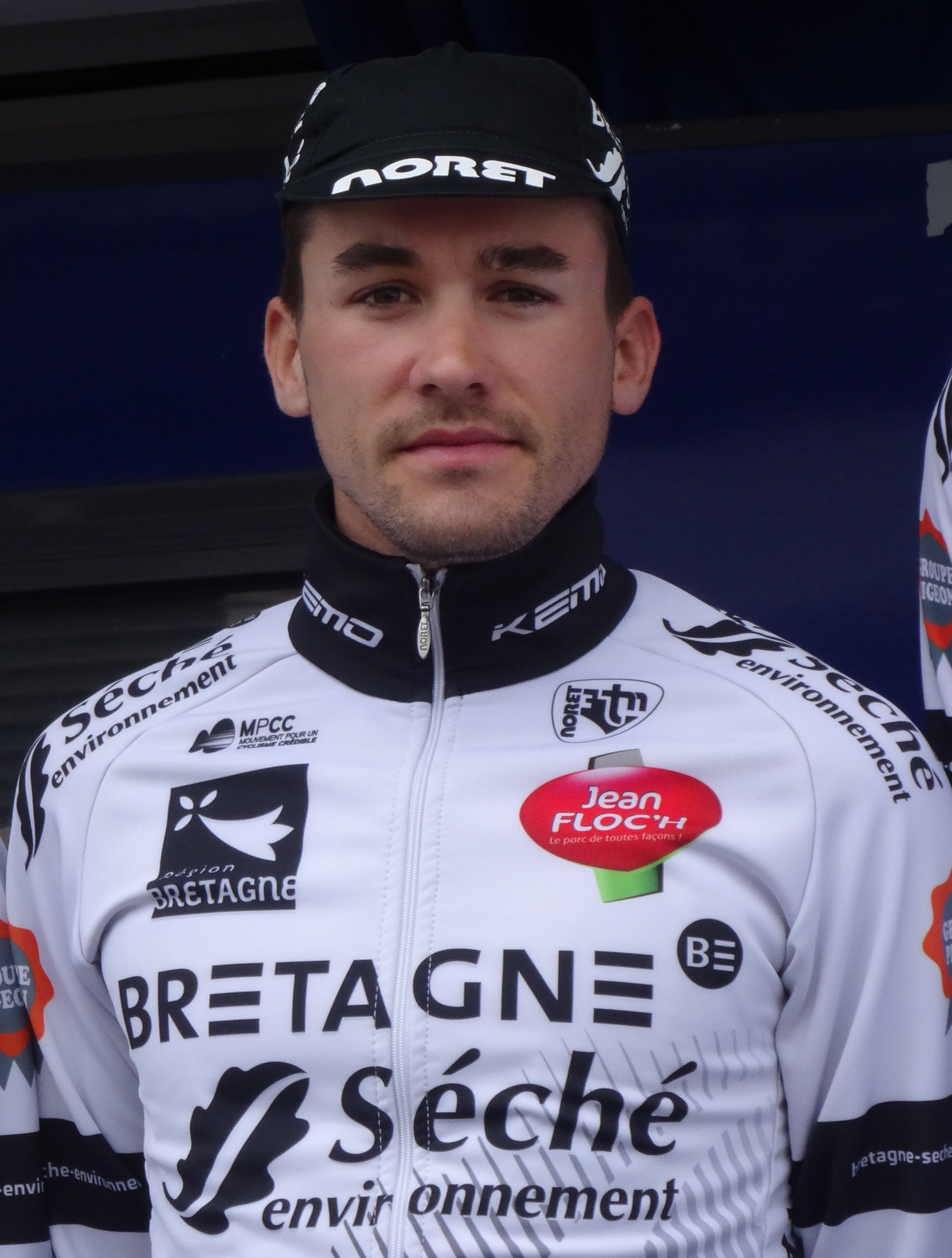
Erwann Corbel.
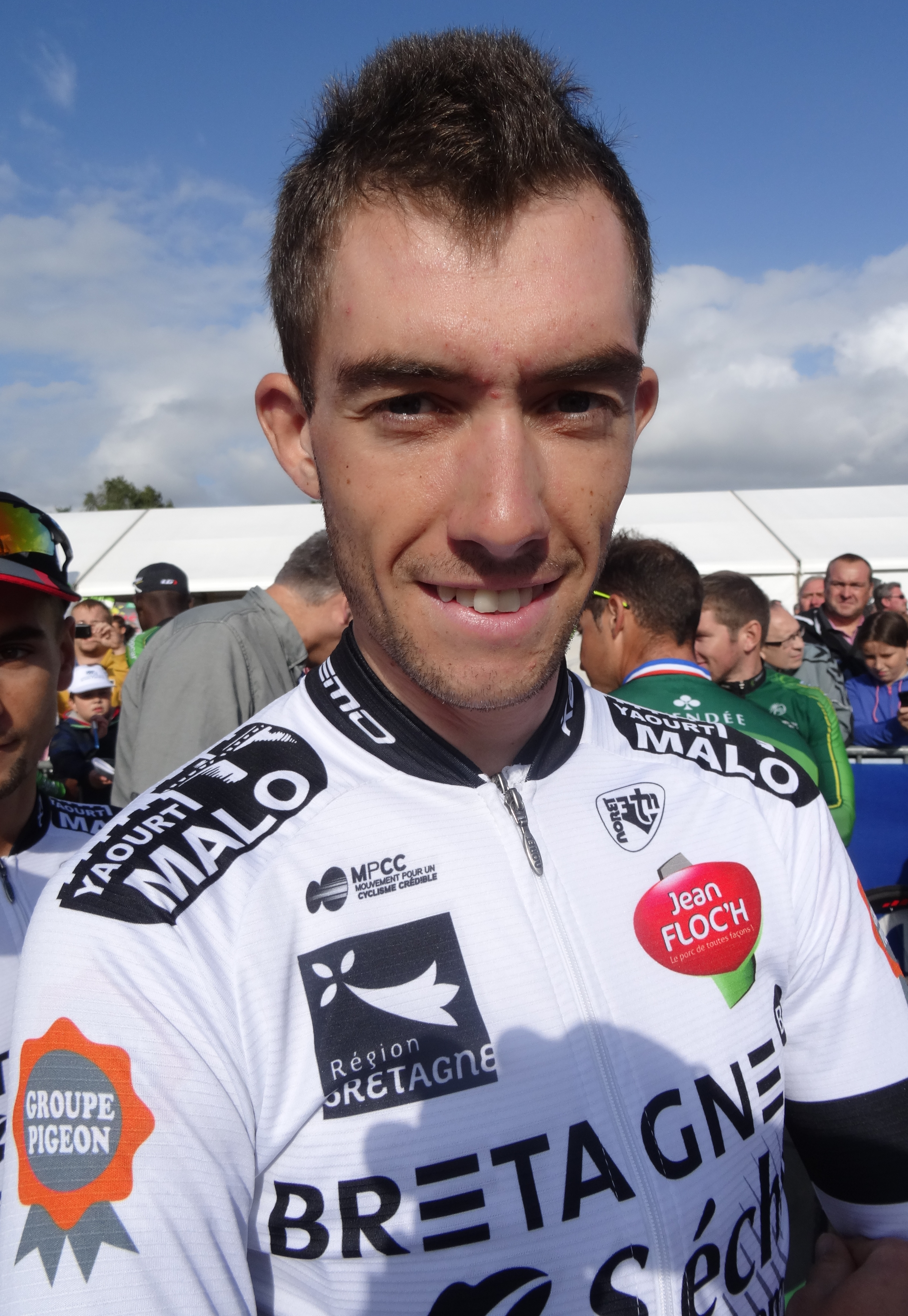
Anthony Delaplace.
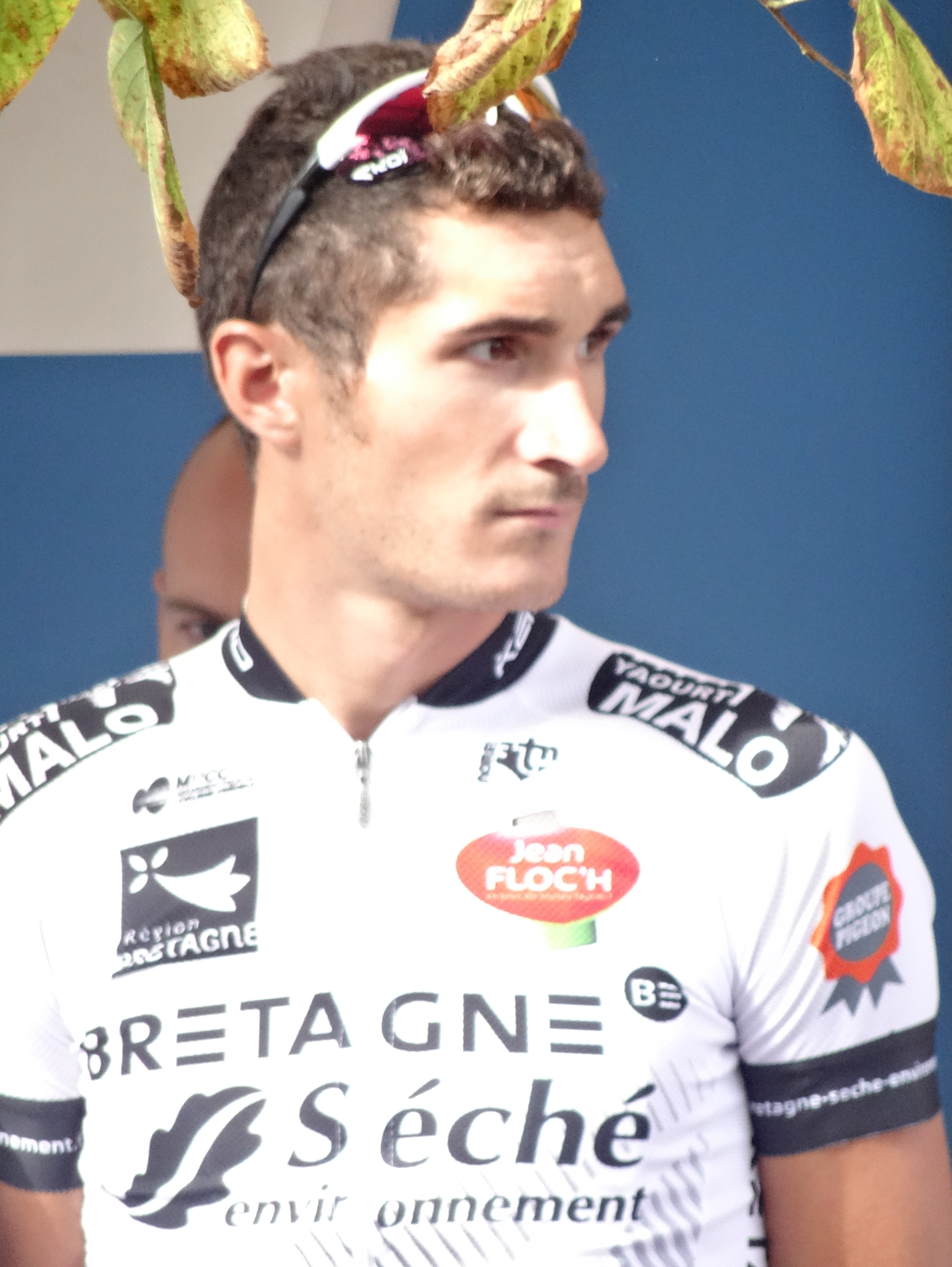
Brice Feillu.
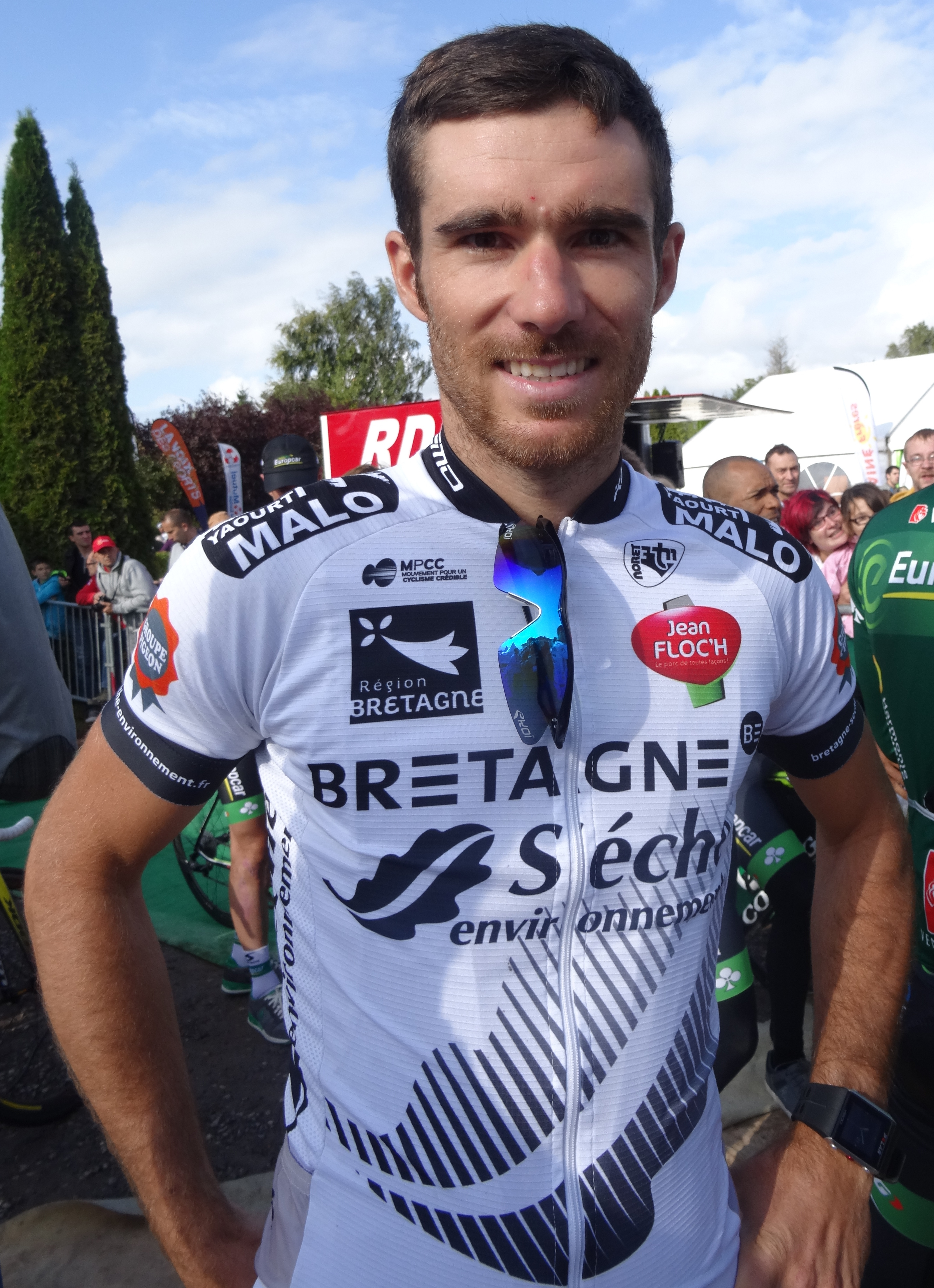
Romain Feillu.
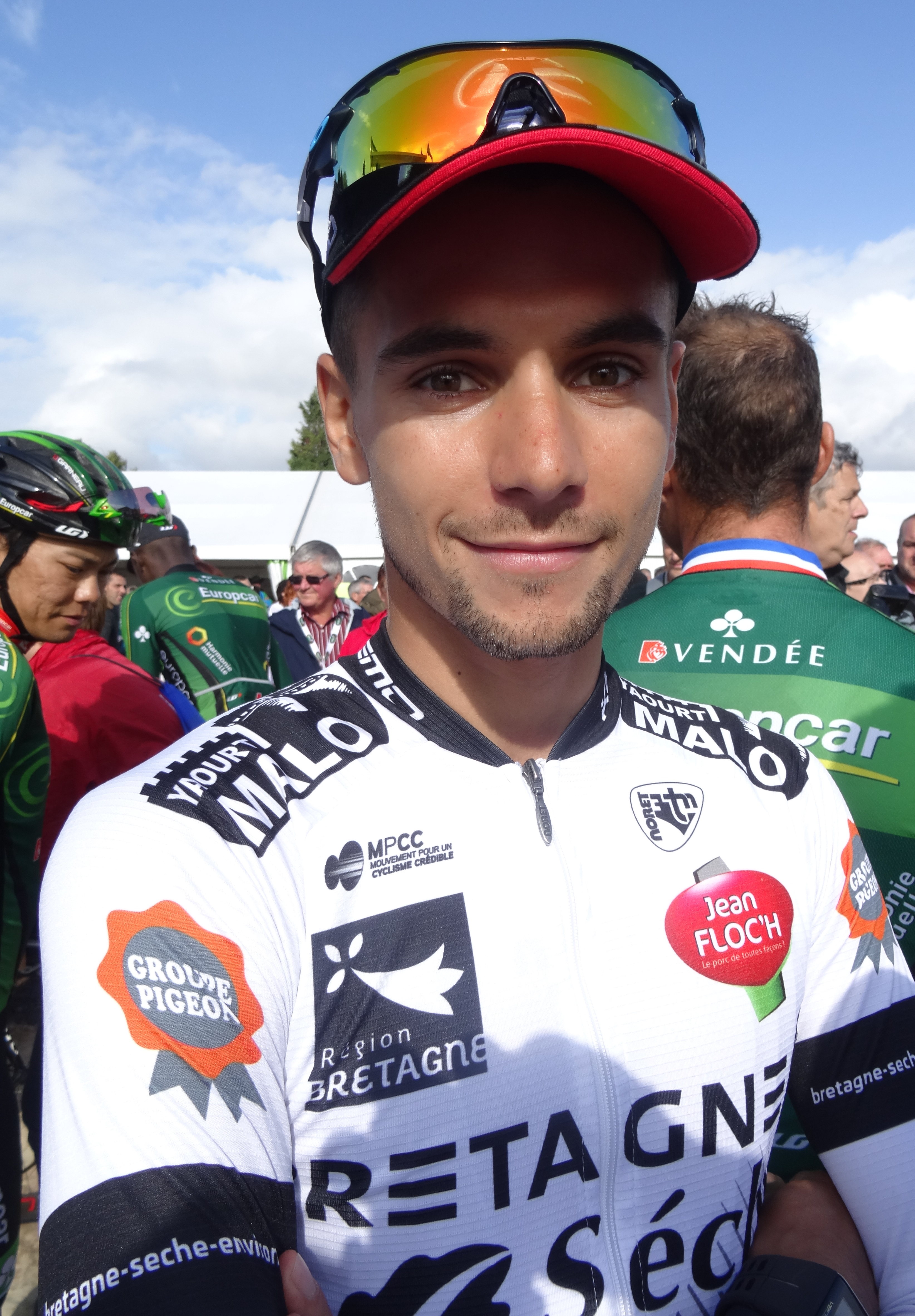
Armindo Fonseca.
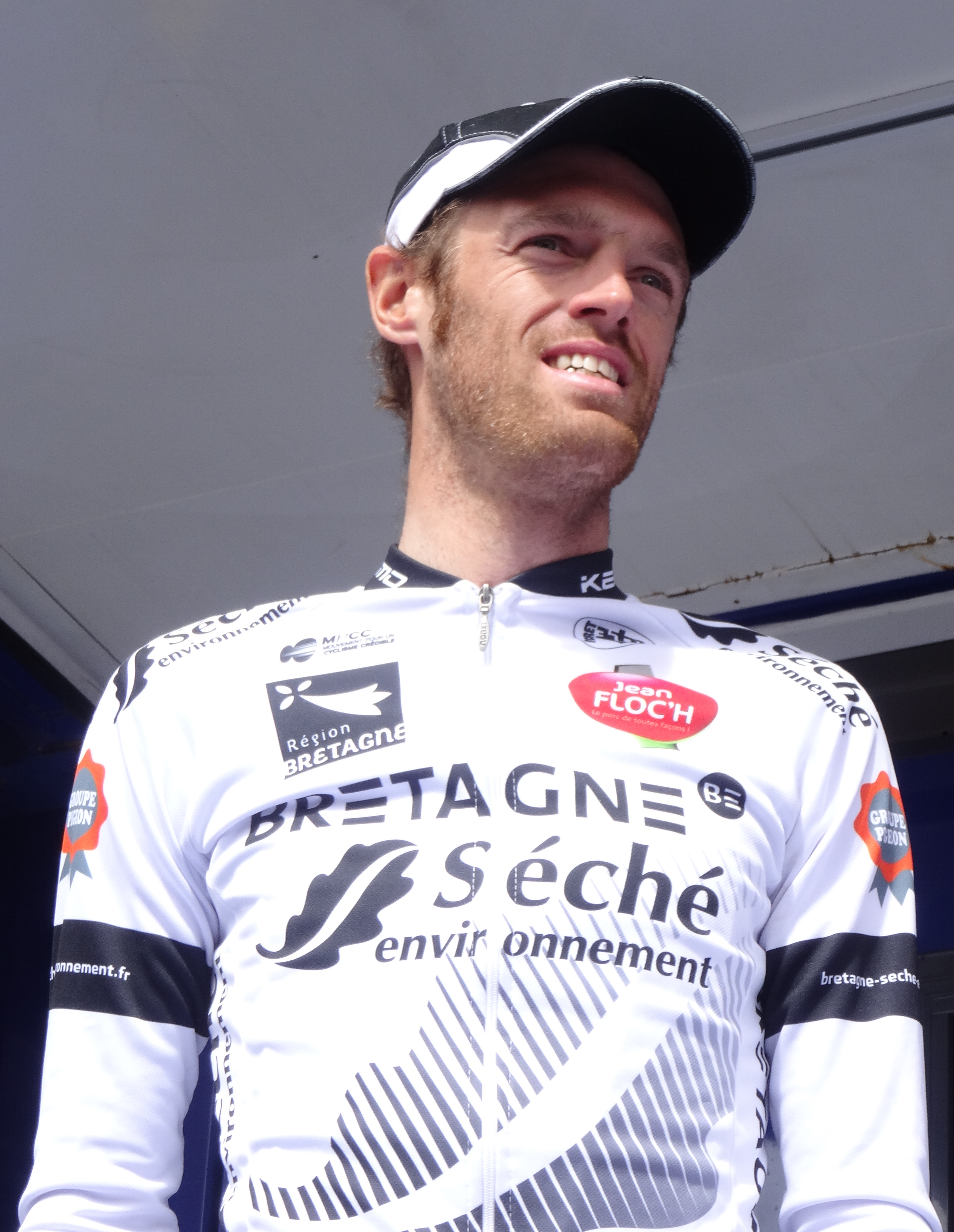
Arnaud Gérard.
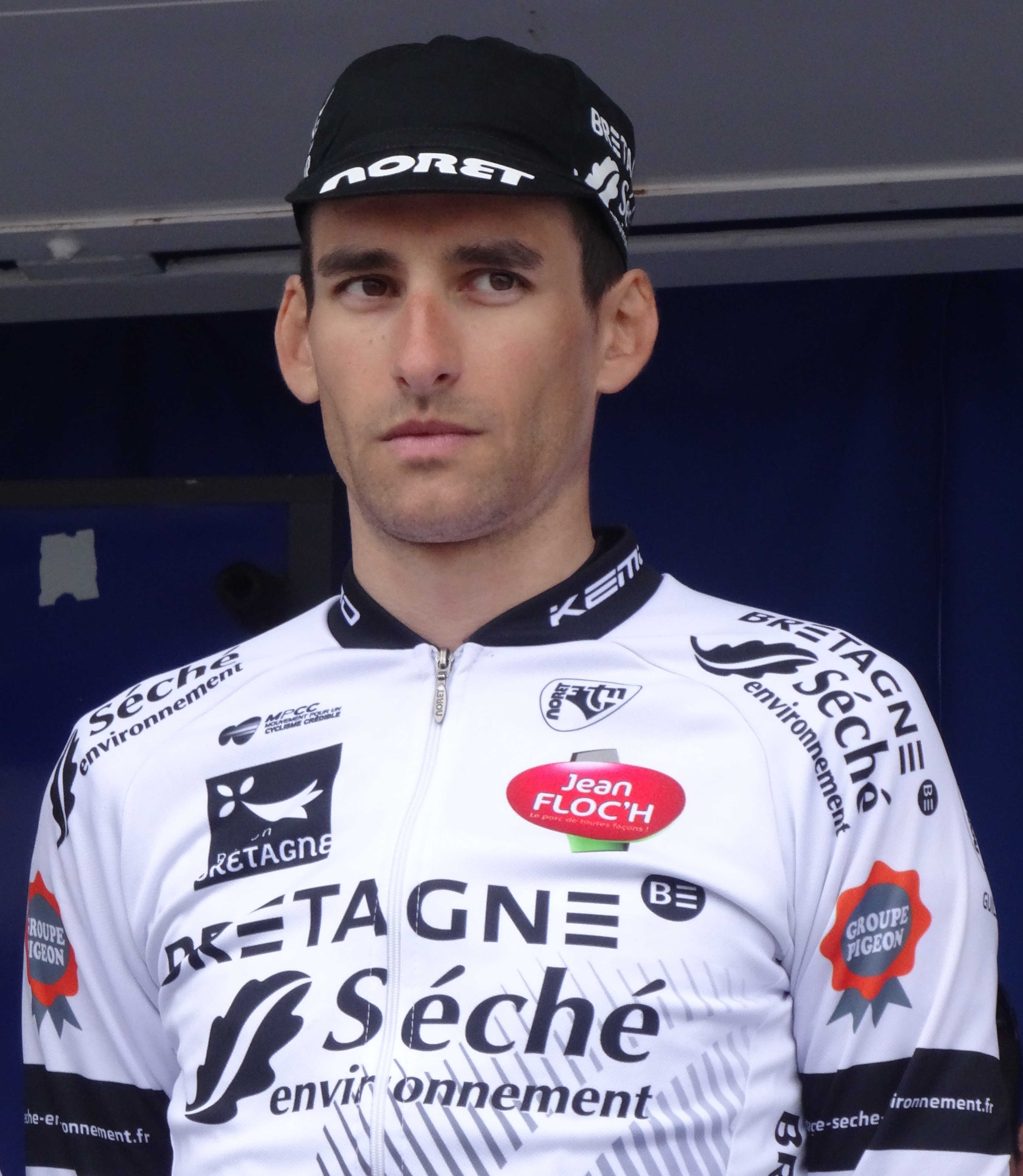
Florian Guillou.
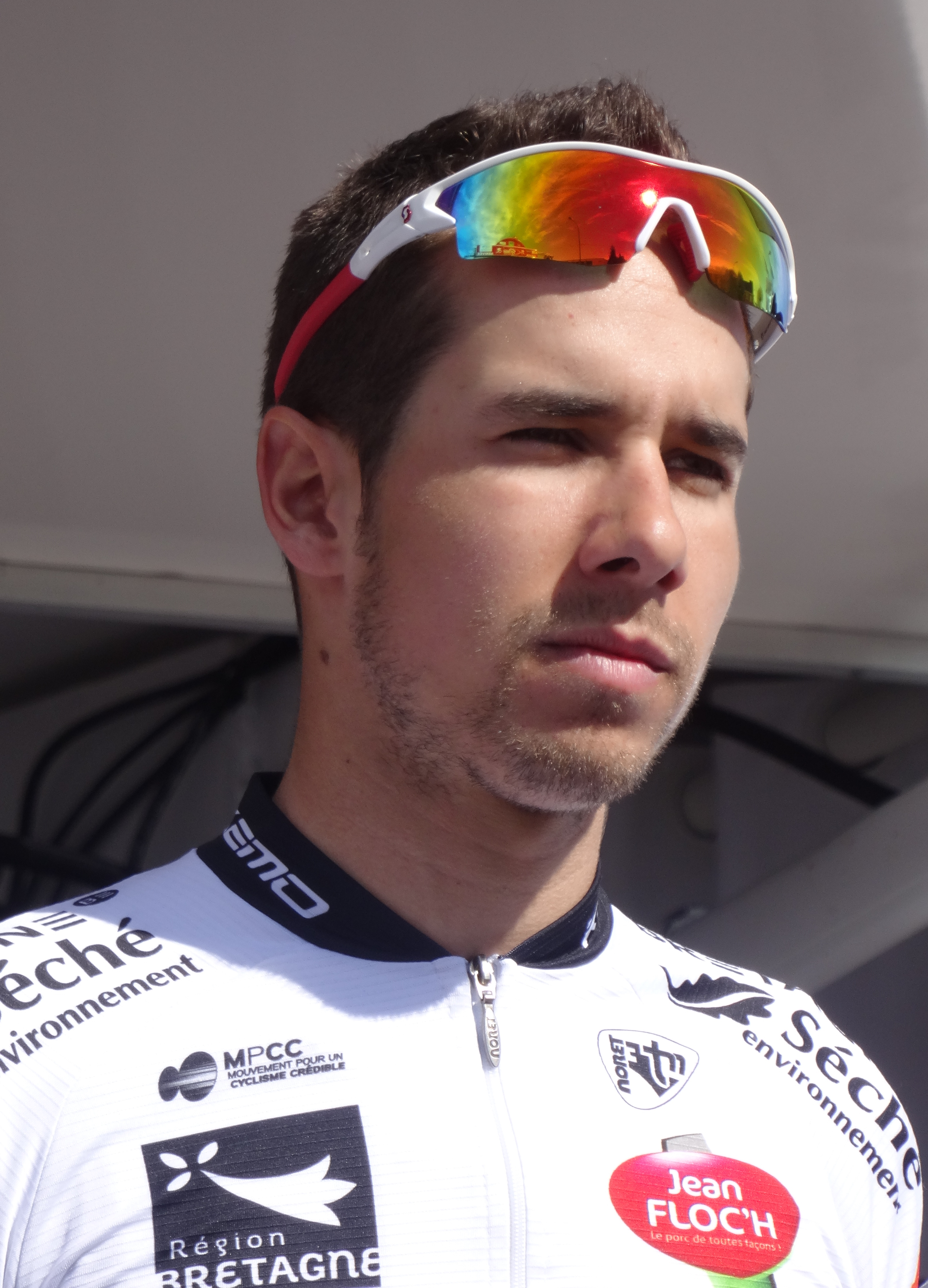
Benoît Jarrier.
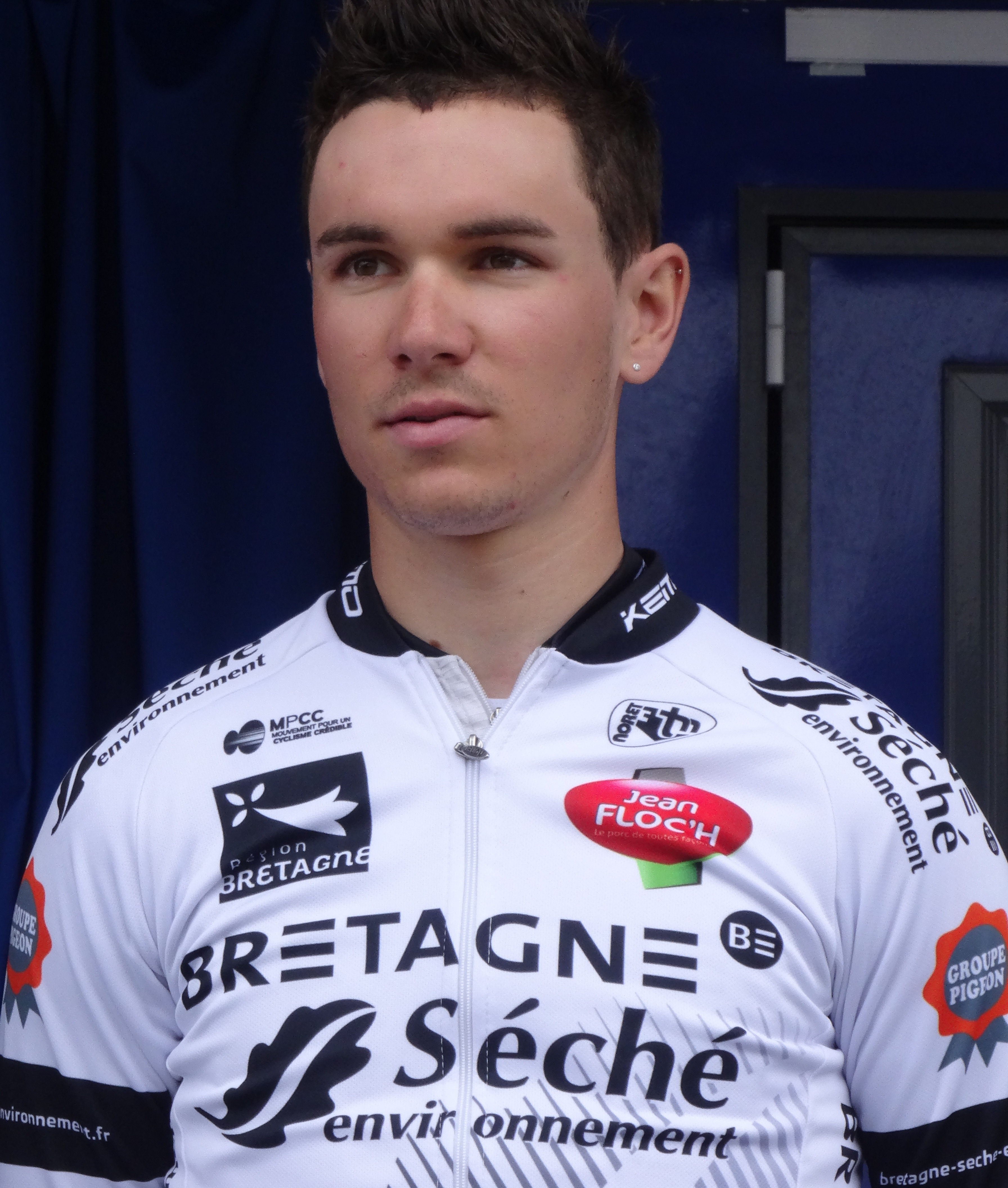
Clément Koretzky.
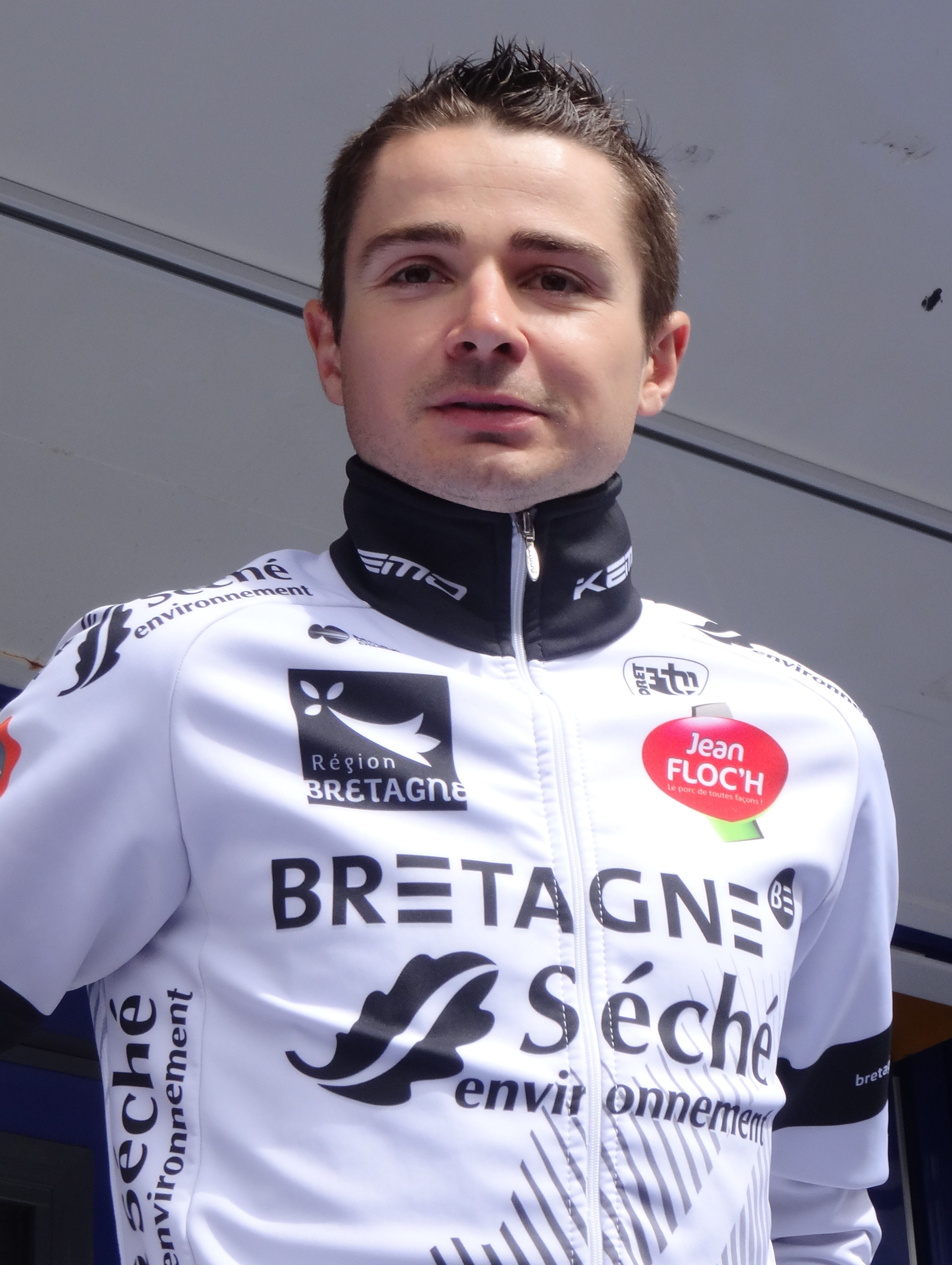
Christophe Laborie.
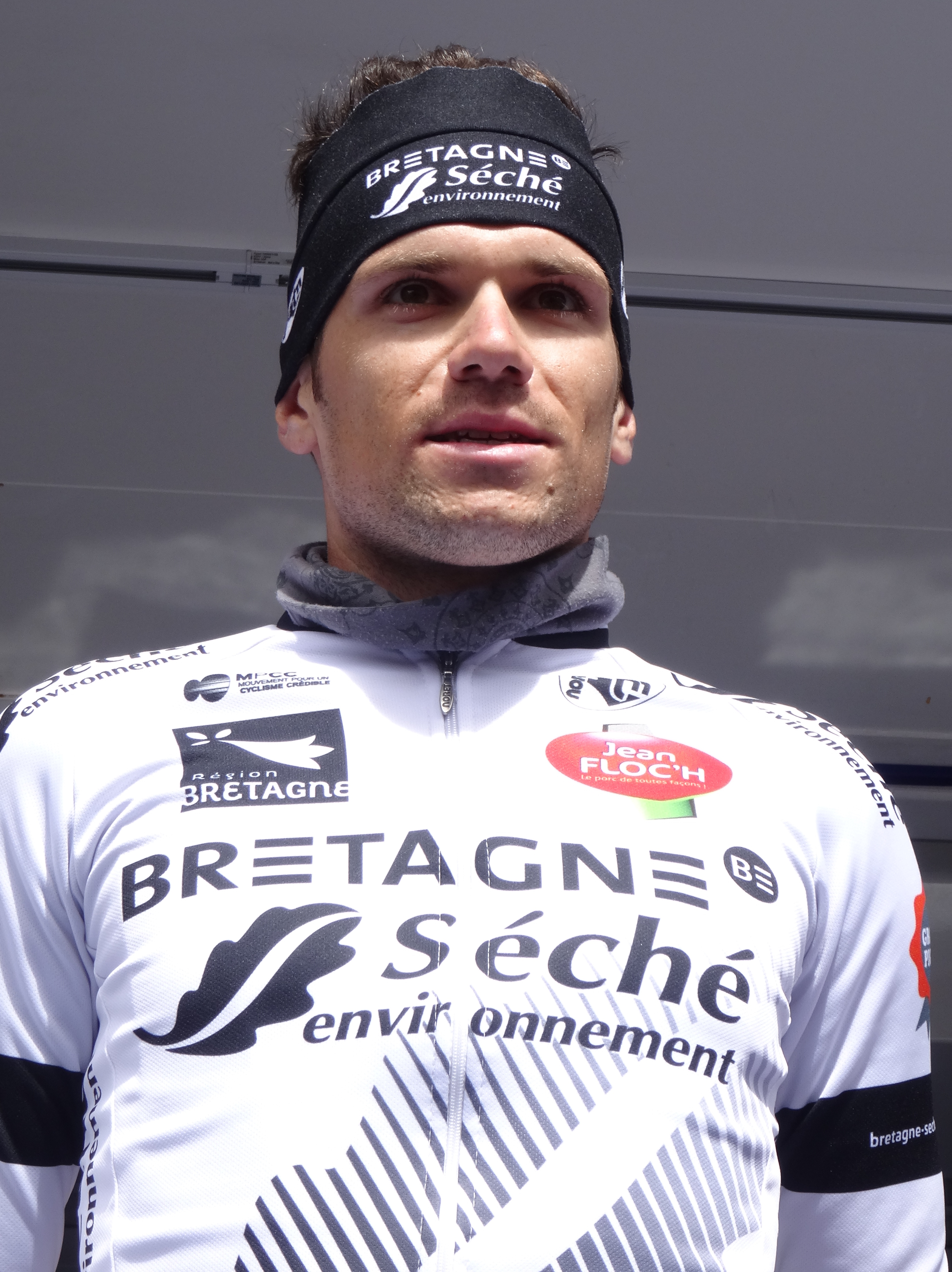
Benjamin Le Montagner.
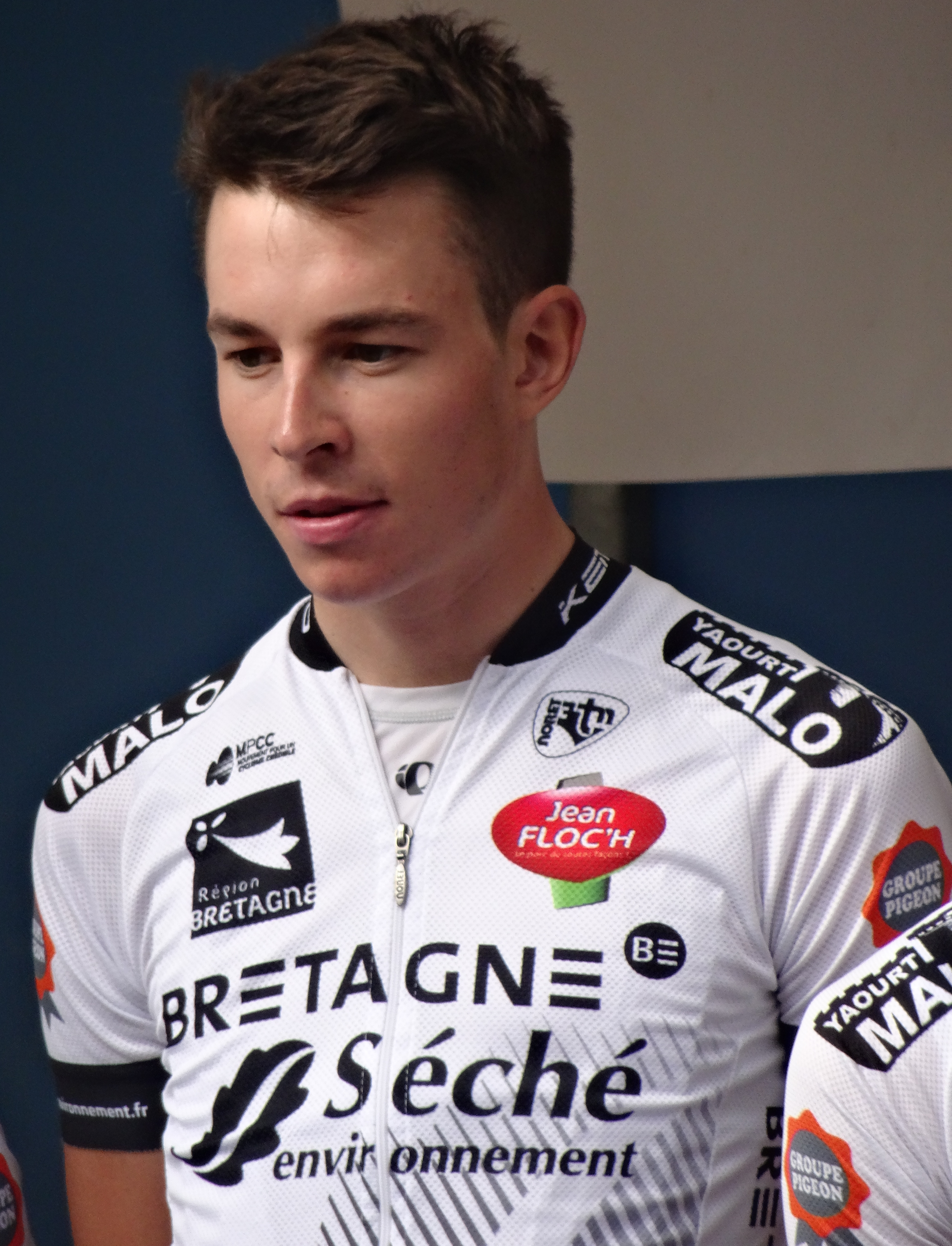
Vegard Stake Laengen.
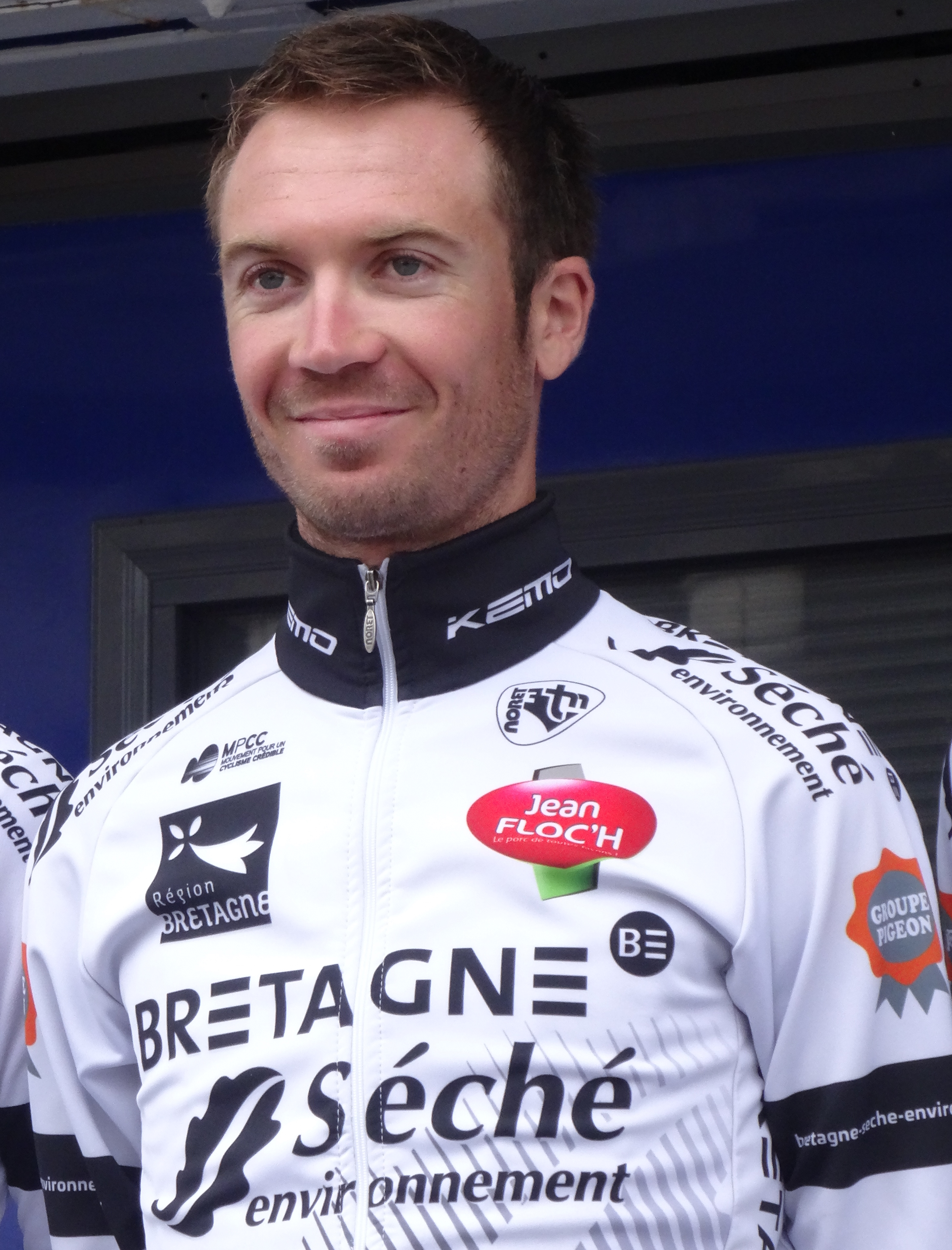
Pierre-Luc Périchon.
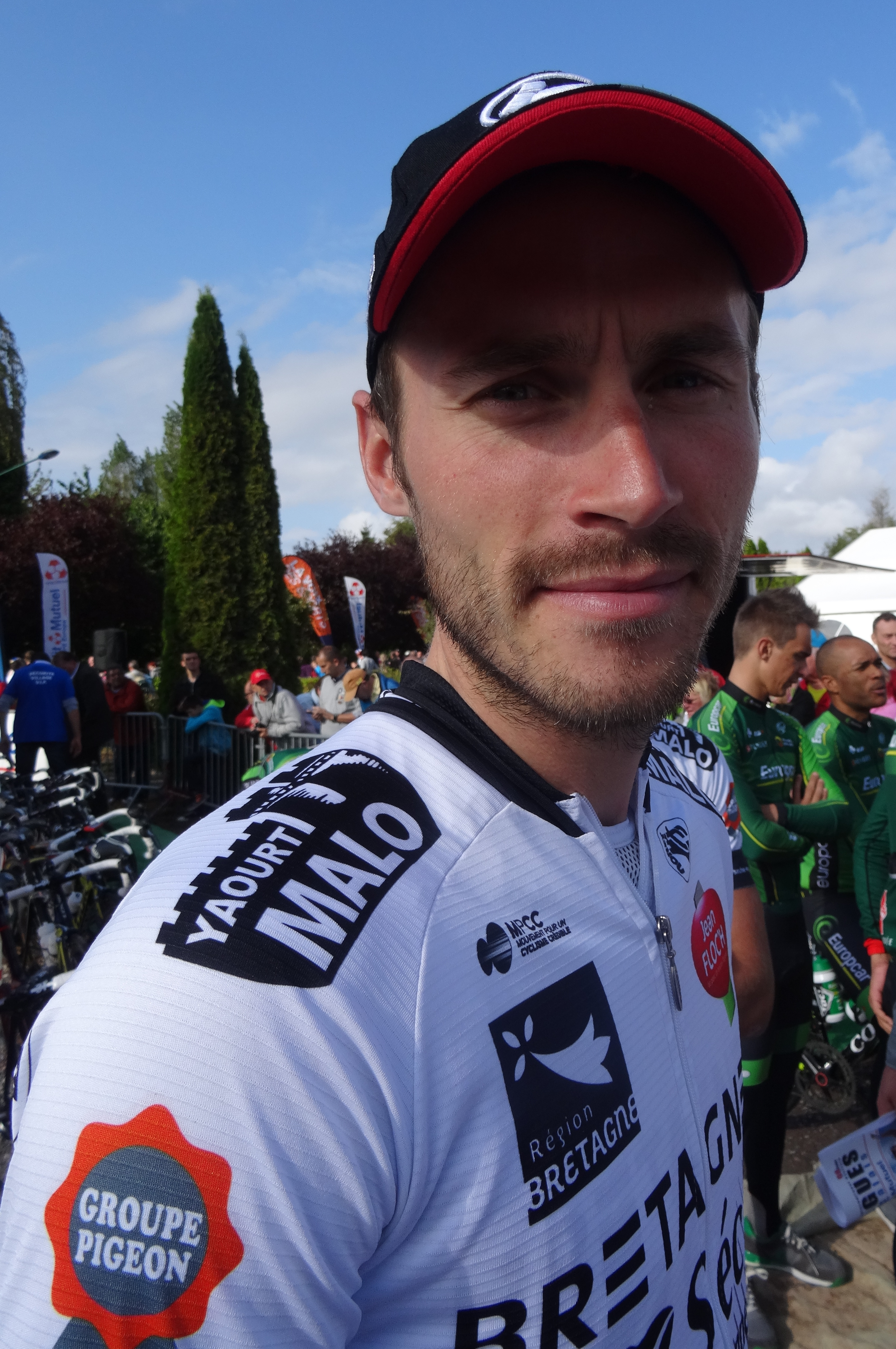
Florian Vachon.

## Bilan de la saison

### Victoires
| Date       | Course                              | Pays   | Classe | Vainqueur       |
| ---------- | ----------------------------------- | ------ | ------ | --------------- |
| 01/03/2014 | Classic Sud Ardèche                 | France | 1.1    | Florian Vachon  |
| 30/03/2014 | 6e étape du Tour de Normandie       | France | 2.2    | Benoît Jarrier  |
| 06/06/2014 | 1re étape des Boucles de la Mayenne | France | 2.1    | Armindo Fonseca |
| 12/06/2014 | 1re étape de la Ronde de l'Oise     | France | 2.2    | Romain Feillu   |
| 05/10/2014 | Tour de Vendée                      | France | 1.1    | Armindo Fonseca |

### Résultats sur les courses majeures
Les tableaux suivants représentent les résultats de l'équipe dans les principales courses du calendrier international dans lesquelles l'équipe bénéficie d'une invitation (une des cinq classiques majeures et le Tour de France). Pour chaque épreuve est indiqué le meilleur coureur de l'équipe, son classement ainsi que les accessits glanés par Bretagne-Séché Environnement sur les courses de trois semaines.

#### Classiques
| Classique            | Milan-San Remo | Tour des Flandres | Paris-Roubaix        | Liège-Bastogne-Liège | Tour de Lombardie |
| -------------------- | -------------- | ----------------- | -------------------- | -------------------- | ----------------- |
| Coureur (classement) | Non invitée    | Non invitée       | Benoît Jarrier (45e) | Non invitée          | Non invitée       |

#### Grands tours
| Grand tour           | Tour d'Italie | Tour de France     | Tour d'Espagne |
| -------------------- | ------------- | ------------------ | -------------- |
| Coureur (classement) | Non invitée   | Brice Feillu (16e) | Non invitée    |
| Accessits            |               | -                  |                |

### Classements UCI

#### UCI America Tour
L'équipe Bretagne-Séché Environnement termine à la 30e place de l'America Tour avec 16 points. Ce total est obtenu par l'addition des points des huit meilleurs coureurs de l'équipe au classement individuel, cependant seul un coureur est classé,.
| Rang | Coureur           | Points |
| ---- | ----------------- | ------ |
| 75   | Eduardo Sepúlveda | 16     |

#### UCI Europe Tour
L'équipe Bretagne-Séché Environnement termine à la 10e place de l'Europe Tour avec 946 points. Ce total est obtenu par l'addition des points des huit meilleurs coureurs de l'équipe au classement individuel,.
| Rang | Coureur              | Points |
| ---- | -------------------- | ------ |
| 23   | Armindo Fonseca      | 243    |
| 78   | Benoît Jarrier       | 140    |
| 81   | Romain Feillu        | 133    |
| 102  | Arnaud Gérard        | 114    |
| 153  | Florian Vachon       | 85     |
| 158  | Brice Feillu         | 82     |
| 170  | Pierre-Luc Périchon  | 78     |
| 189  | Eduardo Sepúlveda    | 71     |
| 198  | Anthony Delaplace    | 68     |
| 347  | Clément Koretzky     | 40     |
| 366  | Erwann Corbel        | 37     |
| 427  | Jean-Marc Bideau     | 30     |
| 463  | Christophe Laborie   | 26     |
| 633  | Vegard Stake Laengen | 14     |